# Râul Frasin, Șușița
Râul Frasin este un curs de apă, afluent al râului Straja. 